# 2019년 8월
| 2019년: 1월 · 2월 · 3월 · 4월 · 5월 · 6월 · 7월 · 8월 · 9월 · 10월 · 11월 · 12월 |

| \| 2019년 8월 1일 (목요일) \| \| 편집 \| |  |      |
|                                          |  |      |
| 2019년 8월 1일 (목요일)                  |  | 편집 |

| 2019년 8월 1일 (목요일) |  | 편집 |

| \| 2019년 8월 2일 (금요일) \| \| 편집 \| |  |      |
| 국제 관계 - 2019년 한일 무역 분쟁: 대한민국을 화이트리스트(백색국가)에서 제외하는 일본 경제산업성의 수출무역관리령(輸出貿易管理令) 개정안이 일본 각의(閣議, 대한민국의 국무회의에 해당)를 통과하였다. 일본이 통관절차 간소화 대상인 백색국가에 속하였던 국가를 일반국가로 전환하는 것은 이번이 처음이다. 무력 충돌과 공격 - 태국 방콕 시내의 최소 4곳에서 연쇄 폭발이 발생하였다. 이로 인하여 최소 3명이 부상을 입었다. 당국은 폭발 원인은 폭탄이며, 현장에서 소형 폭발물을 발견했다고 밝혔다. 태국 경찰이 관련 용의자 2명이 체포한 것으로 알려졌다. 방콕은 아세안지역안보포럼(ARF)이 1일 부터 진행 중으로, 오는 3일 ARF는 폐막한다. 사고 - 대한민국 청주시에서 지난 7월 23일 가족과의 산행 중 실종된 것으로 알려진 중학생이, 실종 11일만에 군수색대와 수색견에 의해 발견되어 병원으로 후송되었다. 수색 과정에는 연인원 5,700여 명의 군·경·소방 등의 인력이 동원되었다. 재해 - 인도네시아 수마트라섬 남쪽(자와섬 서쪽) 인근 해상에서 모멘트 규모 6.9의 지진이 발생하였다. |  |      |
| 2019년 8월 2일 (금요일) |  | 편집 |

| 2019년 8월 2일 (금요일) |  | 편집 |

| \| 2019년 8월 3일 (토요일) \| \| 편집 \| |  |      |
| 무력 충돌과 공격 - 2019년 엘패소 총기 난사 사건: 미국 텍사스주 엘패소에서 총기 난사 사건이 발생하였다. 이로 인하여 최소 22명이 숨졌으며, 24명이 부상을 입었다. |  |      |
| 2019년 8월 3일 (토요일) |  | 편집 |

| 2019년 8월 3일 (토요일) |  | 편집 |

| \| 2019년 8월 4일 (일요일) \| \| 편집 \| |  |      |
|                                          |  |      |
| 2019년 8월 4일 (일요일)                  |  | 편집 |

| 2019년 8월 4일 (일요일) |  | 편집 |

| \| 2019년 8월 5일 (월요일) \| \| 편집 \|                                                                  |  |      |
| 사회 - 잠무 카슈미르주 분란: 인도 정부가 잠무 카슈미르주의 자치권을 박탈하고, 직할지로 편입한다고 밝혔다. |  |      |
| 2019년 8월 5일 (월요일)                                                                                   |  | 편집 |

| 2019년 8월 5일 (월요일) |  | 편집 |

| \| 2019년 8월 6일 (화요일) \| \| 편집 \| |  |      |
| 경제와 비즈니스 - 삼성전자가 세계 최초로 6세대 PC용 SSD(솔리드 스테이트 드라이브) 양산에 성공했다고 밝혔다. 128단을 쌓아올린 초고적층 V낸드플래시 기반의 제품으로, 전송속도와 생산성이 각각 개선된 것으로 알려졌다. 앞서 6월에는 SK하이닉스가 128단 V낸드의 양산에 들어간 바 있다. 보건 - 필리핀 보건 당국이 뎅기열에 대한 '국가 전염병'으로 선포하였다. 필리핀은 지난 2019년 1월부터 7월 20일까지 14만 6천여 명이 뎅기열이 감염, 이중 최소 622명이 숨진 것으로 알려졌다. 보건 당국의 이 같은 선포로, 지방정부는 관련 기금 등을 질병 확산 방지에 사용할 수 있다. - 13시15분 추정 경기도 안성시 양성면 양성로173-11에서 폭발에 의한 것으로 추정되는 불이 나 진화에 나선 소방관 2명 중 석원호(당시 45세) 소방관이 순직하고 1명이 화상을 입는 등 다쳤다. 공장 직원 등 9명도 다쳤다. 정치와 선거 - 인도의 라자 사바(상원)와 로크 사바(하원)에서 8월 5일 발표된 잠무 카슈미르주 자치권 박탈안이 통과되었다. |  |      |
| 2019년 8월 6일 (화요일) |  | 편집 |

| 2019년 8월 6일 (화요일) |  | 편집 |

| \| 2019년 8월 7일 (수요일) \| \| 편집 \| |  |      |
| 국제 관계 - 파키스탄의 임란 칸 총리는 인도가 8월 5일 잠무 카슈미르주의 자치권을 박탈과 관련하여 인도와의 외교 관계를 격하하고, 교역을 중단한다고 밝혔다. |  |      |
| 2019년 8월 7일 (수요일) |  | 편집 |

| 2019년 8월 7일 (수요일) |  | 편집 |

| \| 2019년 8월 8일 (목요일) \| \| 편집 \|                                                                    |  |      |
| 재해 - 인도 카르나타카주와 케랄라주에서 수해가 발생, 최소 11명이 숨지고, 43,000여 명의 이재민이 발생하였다. |  |      |
| 2019년 8월 8일 (목요일)                                                                                     |  | 편집 |

| 2019년 8월 8일 (목요일) |  | 편집 |

| \| 2019년 8월 9일 (금요일) \| \| 편집 \| |  |      |
| 경제와 비즈니스 - 대한민국의 유통업체인 이마트가 2019년 2분기에 299억원의 영업적자를 기록했다고 밝혔다. 분기 영업 적자는 1993년 11월 회사가 설립된 이래 처음인 것으로 알려졌다. - 국제 에너지 기구(IEA)가 미국과 중화인민공화국 간의 무역 분쟁으로, 전년 대비 약 120만 배럴(하루 수요량 기준)이 늘 것으로 예측하였던 잔여 기간 수요 증가량을 10만 배럴을 줄여 110만 배럴로 낮추었다고 밝혔다. 현재 전 세계의 석유 생산 및 소비량은 1억 배럴에서 약 10만에서 20만 배럴 미달하는 규모이다. 정치와 선거 - 이탈리아의 마테오 살비니 부총리가 주세페 콘테 총리 내각에 대한 불신임 동의안을 상원에 제출하였다. 이에 따라 2018년 이탈리아 총선 이후 결성되었던 북부동맹과 오성운동의 연립정부가 해산하고, 이르면 오는 10월에 조기 총선이 실시될 것으로 알려졌다. |  |      |
| 2019년 8월 9일 (금요일) |  | 편집 |

| 2019년 8월 9일 (금요일) |  | 편집 |

| \| 2019년 8월 10일 (토요일) \| \| 편집 \|                                                       |  |      |
| 사고 - 탄자니아 모로고로에서 유조차 폭발 사고가 발생, 최소 75명이 숨지고, 55명이 부상을 입었다. |  |      |
| 2019년 8월 10일 (토요일)                                                                        |  | 편집 |

| 2019년 8월 10일 (토요일) |  | 편집 |

| \| 2019년 8월 11일 (일요일) \| \| 편집 \| |  |      |
| 재해 - 제9호 태풍 레끼마: 태풍이 중화인민공화국에 저장성에 상륙해 북상하면서, 최소 28명이 숨지고, 20명이 실종되었다. 저장성, 상하이 직할시, 장쑤성에서 417만여 명의 이재민이 발생하였다. 가옥 700여 채가 완파되고 1만 4,000여 채가 파손 피해를 입었으며, 농경지 10만 헥타르(ha)가 물에 잠기는 등의 피해가 발생하였다. |  |      |
| 2019년 8월 11일 (일요일) |  | 편집 |

| 2019년 8월 11일 (일요일) |  | 편집 |

| \| 2019년 8월 12일 (월요일) \| \| 편집 \| |  |      |
| 경제와 비즈니스 - 미국 통신사 버라이즌이 텀블러(tumblr)를 오토매틱(Automattic)에 매각한 것으로 알려졌다. 오토매틱은 워드프레스의 모회사이다. 사고 - 밤 22시쯤 경기도 고양시 덕양구 능곡역 인근 5층 빌라에서 화재가 나서 약 50분 동안 계속된 화재 때문에 빌라 안에 있던 3명이 화상 등 중상을 입었고 11명은 연기를 마셔 병원으로 옮겨졌다. 소방당국은 필로티 구조로 된 빌라 1층 주차장에서 불이 시작한 것으로 보고 있다. |  |      |
| 2019년 8월 12일 (월요일) |  | 편집 |

| 2019년 8월 12일 (월요일) |  | 편집 |

| \| 2019년 8월 13일 (화요일) \| \| 편집 \|                                                                                              |  |      |
| 사고 - 대한민국 전라남도 영암군의 한 조선소에서 LPG(액화석유가스) 폭발로 추정되는 폭발 사고가 발생, 2명이 중상을 입은 것으로 알려졌다. |  |      |
| 2019년 8월 13일 (화요일) |  | 편집 |

| 2019년 8월 13일 (화요일) |  | 편집 |

| \| 2019년 8월 14일 (수요일) \| \| 편집 \| |  |      |
|                                           |  |      |
| 2019년 8월 14일 (수요일)                  |  | 편집 |

| 2019년 8월 14일 (수요일) |  | 편집 |

| \| 2019년 8월 15일 (목요일) \| \| 편집 \| |  |      |
| 사고 - 우랄 항공 178편 여객기가 이륙 직후 갈매기떼와 부딪히면서, 주콥스키 국제공항(Zhukovsky International Airport) 인근에 동체 착륙하는 사고가 발생했다. 이로 인하여 70여 명이 부상을 입었으나, 사망자는 발생하지 않았다. 여객기에는 모두 233명(승객 226명과 승무원 7명) 탑승하고 있었다. 정치와 선거 - 2020년 미국 대통령 선거 민주당 후보 경선: 콜로라도주 주지사를 지냈던 존 히컨루퍼가 선거 운동을 중단하며, 출마하지 않을 것임을 밝혔다. |  |      |
| 2019년 8월 15일 (목요일) |  | 편집 |

| 2019년 8월 15일 (목요일) |  | 편집 |

| \| 2019년 8월 16일 (금요일) \| \| 편집 \| |  |      |
|                                           |  |      |
| 2019년 8월 16일 (금요일)                  |  | 편집 |

| 2019년 8월 16일 (금요일) |  | 편집 |

| \| 2019년 8월 17일 (토요일) \| \| 편집 \| |  |      |
| 사회 - 2019년 홍콩 범죄인 인도법 반대 시위: 6월 이후 계속되는 시위가 11번째 이어졌다. 인민해방군이 홍콩에 다수 배치된 가운데, 주최측 추산 교사 22,000여 명을 포함한 47만 6,000여 명이 시위에 참가하였다. |  |      |
| 2019년 8월 17일 (토요일) |  | 편집 |

| 2019년 8월 17일 (토요일) |  | 편집 |

| \| 2019년 8월 18일 (일요일) \| \| 편집 \| |  |      |
|                                           |  |      |
| 2019년 8월 18일 (일요일)                  |  | 편집 |

| 2019년 8월 18일 (일요일) |  | 편집 |

| \| 2019년 8월 19일 (월요일) \| \| 편집 \| |  |      |
| 문화와 예술 - 네덜란드 위트레흐트 중앙역 지하에 세계 최대 규모(12,500대)의 자전거 주차장이 전면 개장하였다. 이 주차장은 2017년 6월 1,000대 규모로 시작하여, 단계적으로 개장해왔는데, 이날 5,000여 대를 주차할 수 있는 마지막 구간의 운영이 시작되었다. |  |      |
| 2019년 8월 19일 (월요일) |  | 편집 |

| 2019년 8월 19일 (월요일) |  | 편집 |

| \| 2019년 8월 20일 (화요일) \| \| 편집 \| |  |      |
| 문화와 예술 - 대한민국 서울특별시의 돈의문이 증강현실(AR)·가상현실(VR)으로 복원·공개되었다. 사대문 중 하나인 돈의문은 서대문으로 불리기도 하였으며, 일제 강점기인 1915년 철거되어 사라졌다. 법과 범죄 - 한강 몸통 시신 매장 사건: 모텔 손님을 살해한 뒤 시신을 훼손해 한강에 유기한 혐의로 구속된 용의자(장대호 38세) 신상이 공개되었다. 스포츠 - 대한민국의 육상 선수 김현섭이 2011년 대구세계육상선수권대회 남자 20㎞ 경보 동메달리스트가 되었다. 대회 당시 6위였던 김현섭은 2016년에 1위와 2위 선수가 도핑에 적발되며 4위로 정정된 바 있는데, 이번에 3위를 했던 선수가 도핑으로 적발되며 3위로 기록이 정정되었다. 국제 육상 경기 연맹(IAAF)은 9월말 도하에서 열리는 2019년 세계 육상 선수권 대회에서 메달 수여식을 열 계획이라고 밝혔다. |  |      |
| 2019년 8월 20일 (화요일) |  | 편집 |

| 2019년 8월 20일 (화요일) |  | 편집 |

| \| 2019년 8월 21일 (수요일) \| \| 편집 \| |  |      |
|                                           |  |      |
| 2019년 8월 21일 (수요일)                  |  | 편집 |

| 2019년 8월 21일 (수요일) |  | 편집 |

| \| 2019년 8월 22일 (목요일) \| \| 편집 \| |  |      |
| 국제 관계 - 대한민국이 일본과의 군사정보보호협정(GSOMIA, 지소미아)을 종료하기로 결정했음을 밝혔다. 이에 고노 다로 일본 외무상은 남관표 대사를 초치하여 항의한 것으로 알려졌다. 한일 양국은 지난 2016년 11월 관련 협정을 체결한 바 있으며, 협정 종료 90일 이전에 서면 통보하지 않으면, 자동으로 1년씩 연장하도록 되어있다. |  |      |
| 2019년 8월 22일 (목요일) |  | 편집 |

| 2019년 8월 22일 (목요일) |  | 편집 |

| \| 2019년 8월 23일 (금요일) \| \| 편집 \|                                                              |  |      |
| 정치 - 조국 사태로 인한 촛불시위가 열렸다. 문화와 예술 - 테일러 스위프트의 새 음반 Lover가 발매되었다. |  |      |
| 2019년 8월 23일 (금요일)                                                                               |  | 편집 |

| 2019년 8월 23일 (금요일) |  | 편집 |

| \| 2019년 8월 24일 (토요일) \| \| 편집 \| |  |      |
| 국제 관계 - G7 정상회의가 프랑스 비아리츠에서 열렸다. 행사는 3일간 진행된다. 사회 - 2019년 홍콩 시위: 시위대와 경찰 당국의 충돌하였다. 10여 일만에 최루탄이 다시 등장하였으며, 최소 10명 이상이 부상을 입고 병원으로 옮겨졌으며, 28명이 체포되었다. 정치와 선거 - 나우루에서 의회 의원을 선출하기 위한 선거가 실시되었다. |  |      |
| 2019년 8월 24일 (토요일) |  | 편집 |

| 2019년 8월 24일 (토요일) |  | 편집 |

| \| 2019년 8월 25일 (일요일) \| \| 편집 \| |  |      |
| 국제 관계 - 대한민국 해군이 독도 방어훈련인 '동해 영토수호훈련'을 시작하였다. 이에 대하여 일본 외무성이 항의한 것으로 알려졌는데, 이에 대하여 대한민국 외교부는 이를 일축했다고 밝혔다. 훈련에는 처음으로 이지스급 구축함인 세종대왕함(DDG-991 세종대왕)이 투입되는 것으로 알려졌다. 사고 - 스페인 마요르카섬 잉카(Inca)에서 초경량 항공기와 경비행기의 충돌 사고가 발생하였다. 사고로 헬기에 탑승한 5명(아동 2명을 포함)과 경비행기 탑승자 2명 등 모두 7명이 숨진 것으로 알려졌다. 사회 - 2019년 홍콩 범죄인 인도법 반대 시위: 시위대와 경찰이 충돌하며, 실탄 경고 사격이 있었다. 처음으로 실탄이 발사된데 대하여, 홍콩 경무처 당국은 생명의 위협을 느꼈기 때문이라고 해명하였다. |  |      |
| 2019년 8월 25일 (일요일) |  | 편집 |

| 2019년 8월 25일 (일요일) |  | 편집 |

| \| 2019년 8월 26일 (월요일) \| \| 편집 \| |  |      |
| 사회 - 인도네시아 조코 위도도 대통령은 새로운 행정수도를 보르네오섬 칼리만탄 동부 지역에 건설한다고 밝혔다. 북 프나잠 파세르군(Penajam Paser Utara) 일부 및 쿠타이 카르타느가라군(Kutai Kartanegara) 일부가 대상 지역인 것으로 알려졌다. |  |      |
| 2019년 8월 26일 (월요일) |  | 편집 |

| 2019년 8월 26일 (월요일) |  | 편집 |

| \| 2019년 8월 27일 (화요일) \| \| 편집 \| |  |      |
| 경제와 비즈니스 - 베트남 최대 통신업체인 비엣텔(Viettel)이 5세대 이동 통신(5G) 네트워크 망 구축에서 화웨이 장비를 배제하는 것으로 알려졌다. 비엣텔은 에릭슨과 노키아의 통신 장비를 이용할 것으로 알려졌다. - 2019년 한일 무역 분쟁: 세코 히로시게 일본 경제산업상은 지난 8월 2일 통과된 수출무역관리령 개정안을 8월 28일 부터 시행할 것이라고 밝혔다. 스포츠 - 영국의 잉글리시 풋볼 리그(EFL)는 베리 FC를 제명한다고 밝혔다. 지난 1885년 창단한 베리 FC는 2002년 법정 관리를 받기도 하였으며, 이후 자금난으로 인해 운영 상의 어려움을 겪어왔다. 최근 인수 희망업체가 나타났으나 인수가 무산되었으며, EFL은 이사회를 열어 베리FC를 퇴출하였다. 한편 볼턴 원더러스 FC 역시 마찬가지로 자금난에 빠져있으며, 오는 9월 12일까지 새 주인을 찾지 못하면 퇴출될 것으로 알려졌다. |  |      |
| 2019년 8월 27일 (화요일) |  | 편집 |

| 2019년 8월 27일 (화요일) |  | 편집 |

| \| 2019년 8월 28일 (수요일) \| \| 편집 \| |  |      |
| 경제와 비즈니스 - 스티븐 므누신 미국 재무부 장관은 50년 또는 100년만기의 초장기 국채 발행을 검토 중이라고 밝혔다. 현재 기준, 미국 재무부의 국채 중 만기가 가장 긴 것은 30년물로, 지난 2001년 발행을 중단하였다가 2006년 발행을 재개한 바 있다. 재해 - 일본 규슈 지방에 폭우가 내리면서 일본 기상청이 후쿠오카현, 나가사키현, 사가현 등에 가장 높은 수준인 '호우 특별경보'를 발령하였다. 48만여 명의 주민에 대한 즉시 대피 지시가 내려졌으며, 73만여 명에 대하여 피난이 권고되었다. 도로 곳곳이 유실되었으며, 철도 운행이 중단되었다. 사가현 다케오시에서 차량 운전자 1명이 숨진 것으로 알려졌다. 일본 기상청은 29일까지 비가 계속될 것으로 예보하였다. |  |      |
| 2019년 8월 28일 (수요일) |  | 편집 |

| 2019년 8월 28일 (수요일) |  | 편집 |

| \| 2019년 8월 29일 (목요일) \| \| 편집 \| |  |      |
| 사회 - 인도 대법원은 잠무 카슈미르주 자치권 박탈과 관련한 청원에 대하여, 다음 달 첫째 주에 심리에 들어갈 것이라고 밝혔다. 인도의 상·하원에서는 지난 8월 6일 잠무 카슈미르주의 자치권 박탈안이 통과된 바 있다. 정치와 선거 - 우크라이나의 새 총리에 알렉세이 곤차룩(Oleksiy Honcharuk)이 취임하였다. 총리 인준에는 의회 과반수(226)의 동의가 필요한데, 곤차룩은 찬성 290표, 반대 27표로 인준되었다. 곤차룩은 6월부터 대통령실 부실장으로 일했으며, 볼로디미르 젤렌스키 대통령에 의해 총리 후보로 지명되었다. |  |      |
| 2019년 8월 29일 (목요일) |  | 편집 |

| 2019년 8월 29일 (목요일) |  | 편집 |

| \| 2019년 8월 30일 (금요일) \| \| 편집 \| |  |      |
| 국제 관계 - 대한민국 인천 연수구의 송도컨벤시아에서 2019 제11회 한중일 문화·관광장관회의가 열렸다. 회의에는 대한민국 문화체육부의 박양우 장관, 중화인민공화국 문화여유부의 뤄수강(雒树刚) 부장, 일본의 문부과학성의 시바야마 마사히코(柴山 昌彦) 문부과학상 등이 참여하였다. 경제와 비즈니스 - 한국은행 기준금리: 한국은행은 기준 금리 동결한다고 밝혔다. 현행 기준 금리는 1.50%로, 한국은행은 지난 7월 18일에 금리를 3년여 만에 인하한 바 있다. 사회 - 2019년 홍콩 범죄인 인도법 반대 시위: 31일 대규모 집회가 예정된 가운데, 2014년 홍콩 시위(우산 혁명)를 주도하였던 웡지풍(조슈아 웡)이 체포된 것으로 알려졌다. |  |      |
| 2019년 8월 30일 (금요일) |  | 편집 |

| 2019년 8월 30일 (금요일) |  | 편집 |

| \| 2019년 8월 31일 (토요일) \| \| 편집 \| |  |      |
| 사회 - 2019년 홍콩 범죄인 인도법 반대 시위: 경찰과 시위대가 충돌하였다. 경무국(경찰청) 건물 인근에서 물대포와 최루탄이 발사되었다. 경무국 건물 입구에서는 화염병으로 인한 화재도 발생한 것으로 알려졌다. |  |      |
| 2019년 8월 31일 (토요일) |  | 편집 |

| 2019년 8월 31일 (토요일) |  | 편집 |

| <       | 2019년 8월 | 2019년 8월 | 2019년 8월 | 2019년 8월 | 2019년 8월  | >         |
| 일      | 월         | 화         | 수         | 목         | 금          | 토        |
|         |            |            |            | 1 7.1 경오 | 2 신미      | 3 임신    |
| 4 계유  | 5 갑술     | 6 을해     | 7 병자     | 8 정축     | 9 무인      | 10 기묘   |
| 11 경진 | 12 신사    | 13 임오    | 14 계미    | 15 갑신    | 16 을유     | 17 병술   |
| 18 정해 | 19 무자    | 20 기축    | 21 경인    | 22 신묘    | 23 임진     | 24 계사   |
| 25 갑오 | 26 을미    | 27 병신    | 28 정유    | 29 무술    | 30 8.1 기해 | 31 2 경자 |

| - 2019년 - 7월 - 8월 - 9월 - 8월 11일: 2019년 과테말라 대통령 선거(결선 투표) 편집하기 |